# Jelle van Gorkom
Jelle van Gorkom (* 5. Januar 1991 in Doetinchem) ist ein ehemaliger niederländischer Radrennfahrer, der im BMX-Racing aktiv war.

## Werdegang
Mit dem BMX-Fahren hat van Gorkom im Alter von 4 Jahren begonnen. Im Jahr 2008 gewann er bei den UCI-BMX-Race-Weltmeisterschaften in der Kategorie Cruiser die Bronzemedaille bei den Junioren. Beginnend mit der Saison 2009 hat er am Weltcup teilgenommen, 2011 stand er das erste Mal auf dem Podium, 2013 gewann er das einzige Weltcup-Rennen seiner Karriere. In der Weltcup-Gesamtwertung war der 2. Platz in der Saison 2013 sein bestes Ergebnis. 
Van Gorkom hat an den Olympischen Sommerspielen 2012 in London und 2016 in Rio de Janeiro teilgenommen, 2012 erreichte er das Viertelfinale, 2016 gewann er die Silbermedaille im BMX-Rennen. Bei den Weltmeisterschaften gewann er zweimal die Silbermedaille: 2011 im BMX-Zeitfahren und 2015 im BMX-Rennen.
Im Januar 2018 erlitt van Gorkom einen schweren Trainingsunfall, nach dem er ins künstliche Koma versetzt wurde. Zwar verbesserte sich sein Zustand, jedoch erklärte er im Oktober 2018 seinen Rücktritt vom BMX-Rennsport. Nach seinem Rücktritt hat er ein Buch über seine Lebensgeschichte geschrieben.

## Erfolge
2008
- Weltmeisterschaften (Junioren) – Cruiser

2011
- Weltmeisterschaften – Zeitfahren
- Niederländischer Meister – Race

2013
- ein Erfolg UCI-BMX-World-Cup – Race

2014
- Niederländischer Meister – Race

2015
- Weltmeisterschaften – Race

2016
- Olympische Spiele – Race